# Fimbristylis umbellaris
Fimbristylis umbellaris är en halvgräsart som först beskrevs av Jean-Baptiste de Lamarck, och fick sitt nu gällande namn av Vahl. Fimbristylis umbellaris ingår i släktet Fimbristylis och familjen halvgräs. Inga underarter finns listade i Catalogue of Life.